# 拉雷比鎮區 (堪薩斯州戈夫縣)
拉雷比鎮區（英語：Larrabee Township）為美國堪薩斯州戈夫縣轄下的鎮區。2010年美国人口普查中此鎮區人口有61人。

## 地理
拉雷比鎮區涵蓋總面積為371.4平方（143.38平方英里），其中陸地面積為371.3平方（143.36平方英里），水域面積為0.052平方（0.02平方英里）或0.01%。海拔高度720（2,360英尺）。

## 人口統計
根據2010年美國人口普查，拉雷比鎮區人口有61人，其中男性有33人，女性有28人，人口密度為每平方公里0.16人，住房計37戶。鎮區內的白人有59人，非裔美國人有2人，美洲原住民有0人，亞裔美國人有0人，太平洋島裔美國人有0人，其他種族有0人，混血種族則有0人。此外鎮區內有0人為西班牙裔或拉丁裔美國人。此鎮區之年齡中位數為57.3歲，而男性年齡中位數為57.5歲，女性年齡中位數為57.0歲。